# Schismatothele
Schismatothele là một chi nhện trong họ Theraphosidae.

## Các loài
Chi này gồm các loài:
- Schismatothele benedettii Panzera, Perdomo & Pérez-Miles, 2011
- Schismatothele lineata Karsch, 1879